# 三刀屋町
三刀屋町（みとやちょう）は、島根県の東部に位置していた町。飯石郡に属した。2004年（平成16年）11月1日、周辺の5町村と合併して雲南市となり消滅した

## 地理
島根県の内陸部に位置していた。

## 歴史
- 1889年（明治22年）4月1日 - 町村制の施行により、三刀屋村・三刀屋町・下熊谷村の区域をもって三刀屋村が発足。
- 1928年（昭和3年）11月1日 - 三刀屋村が町制施行して三刀屋町となる。
- 1941年（昭和16年）11月3日 - 一宮村を編入（ただし大字高窪のうち字西谷は簸川郡上津村に編入）。
- 1954年（昭和29年）1月20日 - 飯石村・鍋山村・中野村と合併し、改めて三刀屋町が発足。
- 1957年（昭和32年）4月1日 - 大字上熊谷・下熊谷の各一部を大原郡木次町に編入。
- 2004年（平成17年）11月1日 - 飯石郡掛合町・吉田村・大原郡加茂町・木次町・大東町と合併して雲南市が発足。同日三刀屋町廃止。

## 教育
- 三刀屋町立飯石小学校
- 三刀屋町立中野小学校
- 三刀屋町立鍋山小学校
- 三刀屋町立三刀屋小学校
- 三刀屋町立三刀屋中学校
- 島根県立三刀屋高等学校

## 交通

### 鉄道
町内を鉄道路線は通っていない。最寄り駅は、JR西日本木次線木次駅。

### 国道
- 国道54号
- 国道314号

### 県道
- 島根県道26号出雲三刀屋線
- 島根県道51号出雲仁多線（現・島根県道51号出雲奥出雲線）
- 島根県道176号掛合大東線
- 島根県道185号三刀屋佐田線
- 島根県道271号稗原木次線
- 島根県道272号吉田三刀屋線